# Cap Valdivia
El cap Valdivia (en noruec: Kapp Valdivia) és el punt més septentrional de l'illa de Bouvet, una illa subanàrtica dependent per Noruega. Es troba al centre de la costa nord de l'illa, immediatament al nord de l'Olavtoppen, el punt més alt de l'illa. A l'oest hi ha el cap Circoncision, el qual està separat del cap Valdivia per un tram de cinc quilòmetres de costa coneguda com la Costa de Morgenstiern.
El nom del cap prové del buc alemany Valdivia, que fixa la posició de l'illa de Bouvet el 1898.